# スポーツ選手一覧の一覧
スポーツ選手一覧の一覧（スポーツせんしゅいちらんのいちらん）は、スポーツ選手に関する一覧の一覧。五十音順に集めた。

## あ行
- アメリカンフットボール選手一覧
- 大相撲力士一覧
  - 横綱一覧
  - 大関一覧
  - 関脇一覧
  - 小結一覧
- オートレース選手一覧

## か行
- 格闘家一覧
- 空手家一覧
- 騎手一覧
- 競艇選手一覧
- キックボクサー、ムエタイ選手
  - 男子キックボクサー一覧
  - 女子キックボクサー一覧
  - 日本のキックボクシング世界王者一覧
- クリケット選手一覧
- 競輪選手一覧
- 剣道家一覧
- ゴルファー一覧

## さ行
- サッカー選手一覧
  - Jリーグのクラブに所属するサッカー選手のクラブ別一覧
  - 日本のサッカー選手一覧
    - サッカー日本代表出場選手
    - 日本国外のリーグに所属する日本人サッカー選手一覧
- 日本国外の国出身のサッカー選手についてはサッカー選手一覧を参照。

- 自転車競技
  - 競輪選手一覧
  - 自転車ロードレース選手一覧
- 射撃選手一覧
- 柔道家一覧
  - 柔道の日本人オリンピックメダリスト一覧
- 水泳選手一覧
- スカッシュ選手一覧
- スケートボード選手一覧
- スキー選手一覧
- セパタクロー
  - 日本のセパタクロー選手一覧
- 総合格闘家
  - 男子総合格闘家一覧
  - 女子総合格闘家一覧

## た行
- 体操競技選手一覧
  - 体操競技の日本人オリンピックメダリスト一覧
- 卓球選手一覧
- ダンススポーツ選手一覧
  - 競技ダンス選手一覧
  - 社交ダンス選手一覧
  - ブレイクダンス選手一覧
- テニス選手
  - テニス選手一覧 (男子)
  - テニス選手一覧 (女子)
- 登山家一覧

## は行
- 箱根駅伝の人物一覧
- バスケットボール選手一覧
  - アメリカ合衆国のバスケットボール選手一覧
  - 日本のバスケットボール選手一覧
- バレーボール選手一覧
  - ブラジルのバレーボール選手一覧
  - ポーランドのバレーボール選手一覧
- フィギュアスケート選手一覧
- ブラジリアン柔術家一覧
  - ブラジリアン柔術選手一覧
- プロレスラー一覧
- フードファイター
- ボクサー
  - 男子ボクサー一覧
  - 女子ボクサー一覧
  - オリンピックボクシング競技メダリスト一覧
  - ボクシング現王者一覧
  - 世界ボクシング協会(WBA)世界王者一覧
  - 世界ボクシング評議会(WBC)世界王者一覧
  - 国際ボクシング連盟(IBF)世界王者一覧
  - 世界ボクシング機構(WBO)世界王者一覧
  - 東洋太平洋ボクシング連盟(OPBF)王者一覧
  - パンアジアボクシング協会(PABA)王者一覧
  - ボクシング日本王者一覧
  - 日本のボクシング世界王者一覧
  - 日本のボクシング地域王者一覧

## ま行
- モータースポーツ選手
  - ドライバー一覧
  - ライダー一覧
    - 日本人ライダー一覧

## や行
- 野球選手
  - 日本プロ野球の選手
    - 日本のプロ野球選手一覧

  - メジャーリーガー
    - メジャーリーグ選手一覧
    - 出身地別
      - 日本人メジャーリーグ選手一覧
      - アジア・オセアニア出身のメジャーリーグ選手一覧
      - 中南米出身のメジャーリーグ選手一覧
      - ヨーロッパ出身のメジャーリーグ選手一覧

    - 親子メジャーリーグ選手一覧
    - ミッチェル報告書に記述された選手一覧

## ら行
- 陸上競技選手一覧
  - マラソン選手一覧
- レスリング
  - 男子レスリング選手一覧
  - 女子レスリング選手一覧